# Bricqueville-la-Blouette
Bricqueville-la-Blouette – miejscowość i gmina we Francji, w regionie Normandia, w departamencie Manche.
Według danych na rok 1990 gminę zamieszkiwało 525 osób, a gęstość zaludnienia wynosiła 84 osoby/km² (wśród 1815 gmin Dolnej Normandii Bricqueville-la-Blouette plasuje się na 422. miejscu pod względem liczby ludności, natomiast pod względem powierzchni na miejscu 783.).